# Pieter de Grebber

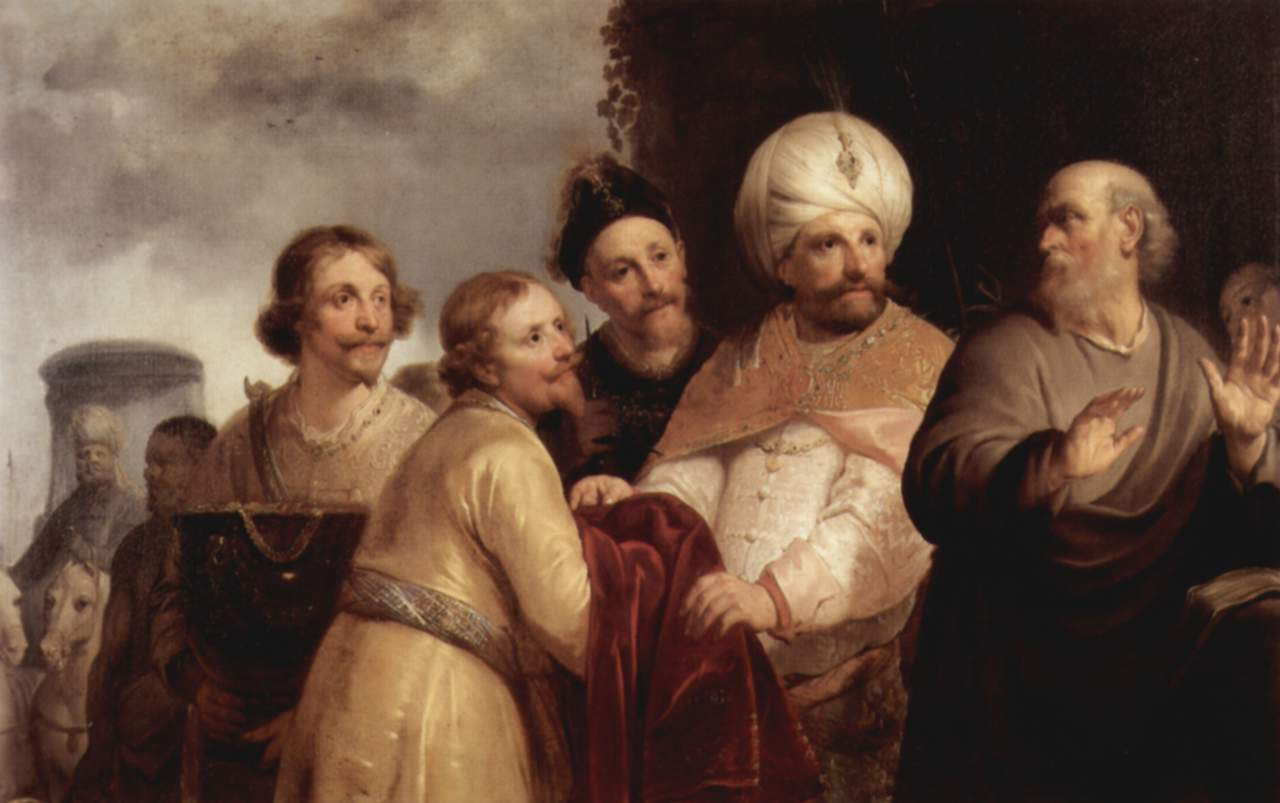
Eliseu rebutjant els regals de Naaman, per de Greeber

Pieter Fransz de Grebber (Haarlem, c. 1600 - Haarlem, 1652 o 1653) va ser un pintor neerlandès.

## Vida
Grebber era fill de Frans Pietersz de Grebber (1573–1643), un pintor i brodador de Haarlem, i pogué ser ensenyat a pintar per son pare i per Hendrik Goltzius. Era descendent d'una família catòlica d'artistes (2 dels seus germans i la seua germana Maria, sogra de Gabriel Metsu, eren coneguts pintors). Va tenir amistat amb el sacerdot i musicòleg Jan Albertszoon Ban, i un poema seu va ser musicat pel compositor de Haarlem Cornelis Padbrué.
L'any 1618, pare i fill van viatjar a Anvers i van negociar amb Peter Paul Rubens la venda del quadre d'aquest "Daniel al fossat dels lleons". Va ser adquirit - via l'ambaixador anglès a la República, Sir Dudley Carleton - pel rei Carles I d'Anglaterra.
Pieter va rebre importants comandes no només de Haarlem, sinó també de l'stadhouder Frederik Hendrik. També va treballar en la decoració del Paleis Honselaarsdijk a Naaldwijk i del Paleis Noordeinde a Huis ten Bosch, a La Haia. Pintà retaules d'altar per a esglésies de Flandes i per a esglésies catòliques clandestines de la República i tingué en aquesta època, com a deixeble en Pieter Jansz Saenredam. Possiblement també va treballar per a clients danesos.
Va romandre solter i va viure des de l'any 1634 fins a la seua mort al Begijnhof de Haarlem.

## Obra
A banda de pintura d'història, Pieter de Grebber també va pintar retrats. També se n'han conservat molts dibuixos i un grapat d'aiguaforts. Tot i haver rebut diverses influències, com ara dels caravaggistes de l'Escola d'Utrecht, Rubens i també Rembrandt, va reeixir a crear un estil molt personal. En companyia de Salomon de Bray va ser el capdavanter i primer cim de l'escola del "classicisme de Haarlem", produint obres caracteritzades per la claredat de la disposició i la lluminositat.
L'any 1649, De Grebber va escriure un tractat amb el títol "Regulen welcke by een goet Schilder en Teyckenaar geobserveert en achtervolght moeten werden", en què enumerava les onze regles que un pintor classicista havia de respectar. Tot i que els classicistes no van jurar aquestes regles, el cert és que sempre les van respectar amb devoció.